# 四日市青果商殺人事件
四日市青果商殺人事件（よつかいちせいかしょうさつじんじけん）は、1975年（昭和50年）に三重県で起きた強盗殺人事件である。後に起訴された被告は無罪判決が下され確定。事件は迷宮入りして未解決事件となった。

## 概要
四日市青果商殺人事件は、1975年（昭和50年）4月2日に三重県四日市市室山町の県道に停車していた車に男性の遺体が発見されたことで発覚した。遺体は多数の刺し傷があり、現場の南側には現在は廃線となった近鉄八王子線があり、近くに室山駐在所があった。解剖の結果、死因は鋭利な刃物による刺殺で死亡推定時刻は3月31日頃と判明した。
三重県警察は四日市南警察署に捜査本部を設置した。被害者から現金85万円が発見されなかったため、強盗殺人として捜査を開始した。そして事件当時金に困っていた有力容疑者を詐欺容疑で別件逮捕し、強盗殺人についての取り調べも行われた。被告人はまず1974年（昭和49年）10月に50万円の小切手一通をだましとったという詐欺容疑について認めた。強盗殺人事件について当初は否認していたものの、その後一部を認めた。そして長時間の取り調べの中、否認と自白を繰り返し、検察は強盗殺人と詐欺罪で起訴した。

## 裁判経過
弁護側は裁判で被告が第四腰椎カリエスを患い、後遺症で腰椎部がほとんど動かず、右股関節、右膝関節部分も屈曲制限があるなど犯行が不可能であることを主張した。自白についても接見禁止の中、長時間にわたる取り調べをされたとして任意性がないとして証拠能力を否定した。また、二か所の銀行から預金を下ろしているにもかかわらず、一か所の銀行の預金しか強奪していないこと、被害者を被告人が乗せたまま運転をしていたなど検察の起訴事実を不自然、不合理な行動だと主張した。
この事件は被告人が着用していた着衣から車内に多数の血痕があり返り血を浴びたと見られるのにルミノール反応が検出されず、凶器が発見されないなど物的証拠に乏しく、唯一ともいえる物的証拠の足跡の鑑定についても鑑定結果に重大な誤りがあるという指摘がなされ、疑問が生じた。自白調書しか主だった証拠はなかった。
1978年（昭和53年）5月22日に津地裁四日市支部は強盗殺人について無罪判決を下した。別件の詐欺罪についてのみ懲役八月・執行猶予一年とした。判決では自白調書の証拠能力を否定した。検察は控訴を断念して無罪判決が確定した。